# 浪人会
浪人会（ろうにんかい）は玄洋社・黒竜会系の国家主義の政治結社。代表は頭山満。

## 概要
明治41年（1908年）に結成された田中弘之らによる「憂国の志士」・「国士」・「壮士」を自任する「浪人」の結社である。主要な構成員に玄洋社の三浦梧楼・頭山満・佐々木安五郎・古島一雄・小川運平らがいる。メンバーは頭山満の出身地の福岡以外の出身者が集められた。国家主義的世論を喚起し、反デモクラシー運動を展開した。
明治44年（1911年）10月18日、日比谷公園の松本楼における集会で頭山満は東京市の市会議員の補欠選挙の候補者に古島一雄を推した。古島は三浦梧楼・犬養毅・黒岩涙香・杉浦重剛ら浪人会メンバーの応援も受けて当選した。
大正7年（1918年）には白虹事件に絡んで、黒竜会とともに東京朝日新聞を批判し村山龍平社長に白昼暴行を加える事件を起こした。また浪人会を非難した雑誌「日本及日本人」をも排撃した。
上述の「白虹事件」に際し吉野作造が雑誌『中央公論』（1918年11月号）発表の論文「言論自由の社会的圧迫を排す」で浪人会を批判すると、浪人会は吉野に立会演説会開催を申し入れた。これは11月23日に東京神田の南明倶楽部において実現したが、聴衆は浪人会の内田良平・葛生能久よりも吉野を支持し、浪人会はこれをきっかけに衰退した。メンバーの多くは大日本生産党へと流れた。